# 余祜
余祜（1465年—1527年），字子积，江西饒州府鄱阳县人，民籍，明朝政治人物。

## 生平
年十九，师事胡居仁，居仁將女兒嫁给他。成化二十二年（1486年）丙午科江西鄉試第十六名舉人。弘治十二年（1499年）中式己未科會試第七十名，二甲第九十四名進士。歷官南京刑部署貟外郎，以事忤刘瑾，落职。劉瑾被诛，起为福州知府。正德九年（1514年）五月升山东按察司副使，丁父憂歸，服闋，十二年七月复除山东，整理徐州等处兵备。南京尚膳监奉御王敬进鲜，经过徐州，因索贿与徐州知州樊准及指挥王良发生争执，王良揭发其舟中私带硫黄诸违禁物，王敬向余祜请求和解，余祜不应，王敬遂诬奏樊准、王良殴打自己，武宗大怒，將余祜等人俱逮至镇抚司拷问，命刑部从重拟罪，十三年十二月降为广西南宁府同知，稍迁韶州知府，投劾去职。世宗继位，以荐起复广东副使，嘉靖初調河南副使，嘉靖三年（1524年）十二月升湖广布政司右参政，歷遷雲南左布政使，六年九月升太仆寺卿，还未赴任，十一月升吏部右侍郎，但余祜已经去世。
墓在鄱阳和阳镇。

## 家族
曾祖余企周；祖余泰，知縣；父余瀾。母吴氏。严侍下。